# Veselin Đuranović
Veselin Đuranović (cyrillique: Веселин Ђурановић) (17 mai 1925 - 30 août 1997) était un homme politique yougoslave du Monténégro, président de la république fédérative socialiste de Yougoslavie de 1984 à 1985.

## Biographie
Đuranović est né près de Danilovgrad, dans ce qui était alors le Royaume des Serbes, Croates et Slovènes.
Il a servi comme président du conseil exécutif du Monténégro de 1963 à 1966. Il a ensuite été président de la commission centrale de la Ligue des communistes du Monténégro de 1968 à 1977. En 1977, il entre dans la politique nationale, siégeant en tant que président du conseil exécutif (premier ministre) de la Yougoslavie de 1977 à 1982.
Đuranović a effectué une visite d'État en République socialiste tchécoslovaque en octobre 1977, où il a rencontré le Premier ministre Lubomír Štrougal. En 1981, Đuranović a signé des accords de crédits avec la  République fédérale d'Allemagne pour 1,4 milliard de Deutsche Mark dans les fonds pour la Yougoslavie.
Il a ensuite servi comme président de la présidence du Monténégro de 1982 à 1983. Il est devenu le membre pour le Monténégro de la présidence collective de la Yougoslavie, et a servi comme président de la présidence de la Yougoslavie de 1984 à 1985.
En 1989, l'ensemble du gouvernement du Monténégro et du Comité central du Parti communiste a démissionné, y compris Đuranović. Après l'effondrement du régime communiste, il se retira dans sa ville natale de Martinići, où il mourut, à l'âge de 72 ans.